# Distrito de Concepción
El distrito de Concepción es uno de los quince distritos que conforman la provincia de Concepción del departamento de Junín, bajo la administración del Gobierno regional de Junín, en centro del Perú. 
Desde el punto de vista jerárquico de la Iglesia católica, forma parte de la arquidiócesis de Huancayo.

## Historia
El distrito fue creado mediante ley del 2 de enero de 1857, en el gobierno del presidente Ramón Castilla.

## Geografía
Tiene una superficie de 18,29 km².

## Capital
La capital del distrito es la ciudad de Concepción.

## Autoridades

### Municipales
- 2019-2022[2]
  - Alcalde: Benjamín Próspero de la Cruz Palomino, del Movimiento Político Regional Perú Libre.
  - Regidores:

  1. Juan de Dios Alejandro Huamán Durand (Movimiento Político Regional Perú Libre)
  2. Abel Servando Jáuregui Balvín (Movimiento Político Regional Perú Libre)
  3. Pedro Huánuco de la Cruz (Movimiento Político Regional Perú Libre)
  4. Frank Jhonatan Tacsa Portocarrero (Movimiento Político Regional Perú Libre)
  5. Lilo Amador Quintana Uscamayta (Movimiento Político Regional Perú Libre)
  6. Silvia Marina Pino Alanya (Movimiento Político Regional Perú Libre)
  7. Jaime Francisco Córdova Vila (Caminemos Juntos por Junín)
  8. Faustiniano Quinto Huamán (Movimiento Regional Sierra y Selva Contigo Junín)
  9. Amador Inga Rojas (Fuerza Popular)

### Policiales
- Comisario: PNP

## Festividades
- Marzo o abril: Semana Santa
- 8 de diciembre: Inmaculada Concepción

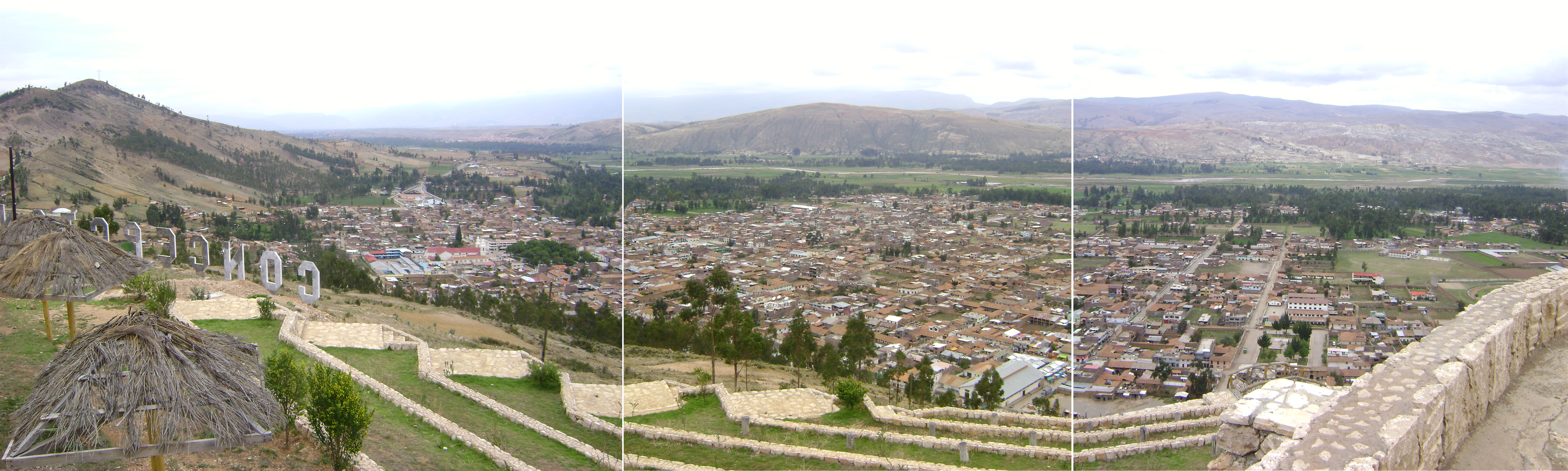
Panorama de la capital provincial